# Théâtre de verdure de Mont-Ngaliema
Le Théâtre de la Verdure de Mont-Ngaliema, est un amphithéâtre en plein air et été situé à l’époque coloniale à l'intérieur de l'Institut des musées nationaux du Congo sur le mont Ngaliema dans la commune de Ngaliema à Kinshasa, situé dans la région occidentale de la République démocratique du Congo. Il sert de lieu de représentations théâtrales, de concerts et de divers événements culturels, et est nommé ainsi en raison de son environnement luxuriant et vert.
Construit en 1970 sur le domaine privé du mont Ngaliema par le président Mobutu Sese Seko, le design architectural de l'amphithéâtre a été influencé par les amphithéâtres à ciel ouvert archétypaux de l'antiquité gréco-romaine, que Mobutu avait rencontrés lors de sa visite en Italie.

## Histoire
Historiquement, le mont Ngaliema, anciennement connu sous le nom de mont  Stanley à l'époque coloniale, a servi de résidence gouvernementale de la province de Léopoldville, qui comprenait la capitale Kinshasa, le Kongo Central et l'ancienne province de Bandundu. Après l'indépendance du pays de la Belgique le 30 juin 1960, il est devenu la résidence du président de la République, Joseph Kasa-Vubu, avec ses quartiers officiels situés dans le Palais de la Nation.
Après avoir pris le pouvoir, le président Mobutu Sese Seko a changé le nom du « mont Stanley » en « mont Ngaliema » en 1966. Désormais, le site a été transformé en parc présidentiel, un projet dirigé par l'architecte franco-tunisien Olivier-Clément Cacoub. Cacoub a été responsable du projet initial et a conçu les jardins du parc présidentiel, qui présentaient de manière proéminente des statues imposantes de Léopold II de Belgique à cheval, ainsi que celle de Henry Morton Stanley, aux côtés de nombreuses autres effigies et monuments coloniaux. Avec le temps, Mobutu a augmenté le site et accueilli une myriade de visiteurs. Le Théâtre de la Verdure a ensuite été construit en 1970 dans ce parc présidentiel sur le modèle des amphithéâtres de la Rome antique et de la Grèce et pouvait accueillir 3 500 personnes. Il a notamment accueilli des spectacles d'artistes américains de premier plan tels que James Brown  et B. B. King. Cependant, pendant les tumultueuses Première et Seconde guerres du Congo, l'amphithéâtre a subi une dégradation importante. Les ravages qui en ont résulté ont nécessité des efforts de réaménagement considérables.
En décembre 2011, l'amphithéâtre a été fermé au public pour faciliter les travaux de réhabilitation en prévision de la 14e édition du sommet de l'Organisation internationale de la francophonie, prévu à Kinshasa en 2012. Parallèlement, d'autres sites, dont la Cité de l'Union africaine, le bâtiment du Centre commercial international congolais - « CCIC », le Stade des Martyrs de la Pentecôte et le Palais du Peuple, ont également été réservés à la rénovation pour accueillir le sommet. Selon Ados Ndombasi, ancien directeur du Théâtre de la Verdure et président de la plateforme culturelle Watoo Balabala, la réhabilitation complète du Théâtre de la Verdure a été réalisée grâce à la générosité financière de la délégation Wallonie-Bruxelles International « WBI », qui s'élève à plusieurs milliers d'euros. Après la réhabilitation, le lieu a été partiellement rouvert en mars 2012 pour inaugurer la semaine culturelle de la Francophonie. Depuis lors, l'amphithéâtre a accueilli une variété d'événements, notamment des festivals de musique, des concerts, des festivals de comédie, des spectacles d'ensembles autochtones et des spectacles de musique classique.

## Capacité d’accueil
Le Théâtre de verdure peut accueillir jusqu’à 3 500 spectateurs, grâce à son aménagement en gradins naturels. Cette configuration en plein air offre une atmosphère conviviale et immersive, idéale pour les spectacles artistiques et les événements culturels. L'espace est également modulable, permettant d'accueillir des événements de différentes envergures, allant des concerts intimistes aux grandes cérémonies publiques.

## Spectacles
Depuis son inauguration, le Théâtre de verdure a servi de scène à une grande variété de spectacles. Les performances qui y sont organisées comprennent :

### Concerts
- En 1974, l'artiste funk américain James Brown et le guitariste de blues B. B. King a livré une performance légendaire sur le lieu.
- Le 1er juin 2014, Lokua Kanza et son ensemble se sont produits devant un public de plus de 2 500 personnes, avec des artistes invités tels que Jean Goubald, Sara Tavares, Richard Bona, Fally Ipupa et Olivier Tshimanga[7].
- Du 20 au 22 juin 2014, le lieu a accueilli le Primus Fete de la Musique parrainé par Bralima, avec Werrason, JB Mpiana, Jossart N'Yoka Longo, Ferré Gola et Shakelewa[8].
- Les 13 et 14 juin 2015, le chanteur belge Stromae a orné la scène de ce lieu[9].
- Du 10 au 12 septembre 2015, la salle a accueilli la première édition de Francofolies de Kinshasa, avec la participation d'artistes français, dont Philippe Lafontaine, Soprano et La Fouine, aux côtés de l'acteur congolais-belge Pitcho Womba Konga, ainsi que d'acteurs congolais tels que Bebson de la Rue, Lexxus Legal, Jean Goubald, Papa Wemba, Nkento Bakaji, Fabregas Le Métis Noir, Ferré Gola et JB Mpiana[10].

### Théâtre et cinéma
Des troupes locales et internationales présentent régulièrement des pièces mettant en avant les traditions et les réalités contemporaines du Congo. Projections de films en plein air, une initiative qui attire les amateurs de cinéma.

### Humour
La troisième édition du Festival Toseka, événement international d'humour de Kinshasa, s'est tenue du 25 au 30 août 2015 au Théâtre de Verdure, situé sur le mont Ngaliema. Ce festival a rassemblé des humoristes de divers horizons, offrant au public kinois une série de spectacles riches en rires et en émotions. Le Théâtre de Verdure, avec sa capacité de 3 500 places, a fourni un cadre idéal pour ces représentations en plein air, contribuant ainsi à la promotion de la culture et de l'humour en République démocratique du Congo.

### Danse
Lieu de prédilection pour les spectacles de danse traditionnelle et contemporaine. Le Théâtre de verdure a également été un tremplin pour de nombreux artistes émergents, contribuant ainsi au développement de la scène artistique locale.